# Antalya Challenger III 2021
L'Antalya Challenger III 2021, noto anche come Megasaray Hotels Open, è stato un torneo maschile di tennis giocato sulla terra rossa. È stata la 3ª edizione dell'Antalya Challenger e faceva parte del circuito Challenger del 2021 di categoria Challenger 50, con un montepremi di 31 440 €. Si è giocato alla Megasaray Tennis Academy di Kadriye (nel distretto di Serik) presso Adalia, in Turchia, dal 29 novembre al 5 dicembre 2021.
A inizio stagione si erano tenute la prima e la seconda edizione del torneo, che erano invece di categoria Challenger 80. La settimana dopo la disputa dell'Antalya Challenger III 2021 si è svolta la quarta edizione, anch'essa di categoria Challenger 50.

## Partecipanti

### Teste di serie
| Nazionalità   | Giocatore            | Ranking* | Testa di serie |
| ------------- | -------------------- | -------- | -------------- |
| Turchia       | Cem İlkel            | 145      | 1              |
| India         | Ramkumar Ramanathan  | 222      | 2              |
| Portogallo    | João Domingues       | 245      | 3              |
| Croazia       | Duje Ajduković       | 247      | 4              |
| Taipei cinese | Tseng Chun-hsin      | 251      | 5              |
| Portogallo    | Nuno Borges          | 262      | 6              |
| Francia       | Geoffrey Blancaneaux | 280      | 7              |
| Portogallo    | Gonçalo Oliveira     | 288      | 8              |

* Ranking al 22 novembre 2021.

### Altri partecipanti
I seguenti giocatori hanno ricevuto una wild card per il tabellone principale:
- Yankı Erel
- Cem İlkel
- Aleksandre Metreveli

I seguenti giocatori sono entrati in tabellone come alternate:
- Hsu Yu-hsiou
- Lee Duck-hee

I seguenti giocatori sono passati dalle qualificazioni:
- Tiago Cação
- Oliver Crawford
- Mick Veldheer
- Louis Wessels

## Punti e montepremi
| Torneo    | Torneo              | V     | F     | SF    | QF  | 2T  | 1T  | Q | Q2  | Q1  |
| Singolare | Punti               | 50    | 30    | 15    | 7   | 4   | 0   | 2 | 1   | 0   |
| Singolare | Premi in denaro (€) | 4 400 | 2 600 | 1 550 | 900 | 530 | 320 | – | 160 | 100 |
| Doppio    | Punti               | 50    | 30    | 15    | 7   | –   | 4   | – | –   | –   |
| Doppio    | Premi in denaro (€) | 1 700 | 1 000 | 600   | 350 | –   | 200 | – | –   | –   |

## Campioni

### Singolare
Nuno Borges ha sconfitto in finale  Ryan Peniston con il punteggio di 6–4, 6–3.

### Doppio
Riccardo Bonadio /  Giovanni Fonio hanno sconfitto in finale  Hsu Yu-hsiou /  Tseng Chun-hsin con il punteggio di 3–6, 6–2, [12–10]